# Dendrobium xichouense
Dendrobium xichouense là một loài thực vật có hoa trong họ Lan. Loài này được S.J.Cheng & Z.Z.Tang mô tả khoa học đầu tiên năm 1984.